# Verschimmelungsmanifest

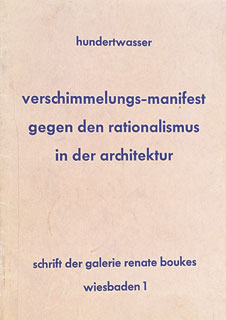
Titelblatt des Verschimmelungsmanifests, 1958

Das Verschimmelungsmanifest gegen den Rationalismus in der Architektur wurde vom Maler Friedensreich Hundertwasser am 4. Juli 1958 in der Abtei Seckau vorgetragen und 1959 und 1964 mit Ergänzungen versehen. In dieser grundsätzlichen Stellungnahme gegen den Rationalismus und Funktionalismus des modernen Bauens und seinen Kult des rechten Winkels entwickelt Hundertwasser erstmals seine grundsätzliche alternative Bauphilosophie, die an der „guten Kurve“, am Ornament, an ökologischer Einbindung in die Natur, an Buntheit und Vielfalt der Fassaden orientiert ist, und auch Bewohnermitgestaltung im Streben nach „Schönheit“ einfordert. Hier wurde auch das Fensterrecht erstmals gefordert.
Die spätere Bautätigkeit des Künstlers ab dem Hundertwasserhaus in Wien (die allerdings stets unter prominenter Mitwirkung von Architekten erfolgte), kann aus den ideellen Vorgaben des Verschimmelungsmanifests erklärt werden. Kritisch eingewendet wird meist eine gewisse Vergangenheitszugewandtheit Hundertwassers und sein vorrangiges Interesse an der Oberflächengestaltung der Bauwerke („Fassadismus“). Auch tauchten Vorwürfe des Populismus und der Ästhetik eines Jahrmarkts auf. Hundertwasser, der laut Verschimmelungsmanifest den Fassadenschmuck der Gründerzeit ebenso schätzte wie die Außenseiter-Architektur der Watts Towers oder des Palais idéal von Ferdinand Cheval etc., tendierte dazu, diese Vorwürfe zu akzeptieren und den Vorhalt, er sei ein „Behübscher“, als Ehrentitel zu interpretieren.

## Weblink
- Friedensreich Hundertwasser - Verschimmelungs - Manifest